# Хіромі Кавакамі
Хіромі Кавакамі  (яп. 川上 弘美, народ. 1 квітня 1958, Токіо) — японська письменниця, відома своєю незвичайною фантастичною прозою.

## Біографія
Народилася у Токіо 1 квітня 1958 року. З 5 до 7 років проживала у США. Коли Хіромі навчалася у початковій школі, у зв'язку з хворобою вона провела один семестр вдома і почала захоплюватися юнацькою літературою. З цього часу Хіромі Кавакамі стала багато читати.
Хіромі закінчила жіночий коледж Отяномізу за фахом біологія. Починаючи з періоду навчання у коледжі, вона стала писати короткі оповідання. У 1980 році опублікувала розповідь Ruirui під псевдонімом Унадзі Огава у науково-фантастичному виданні «Нова Хвиля» № 15, під редакцією Ямано Коїчі і Ямадо Казуко. У наступному номері видання № 16 представила розповідь Sou-shimoku під своїм дошлюбним прізвищем Ямада.
Після закінчення коледжу, у 1980 році, почала працювати у «Новій Хвилі». Пропрацювала до 1982 року, коли публікація видання була припинена. Після цього була викладачкою біології до 1986 року.
Після перерви у зв'язку з одруженням і народженням дитини Кавакамі написала свою першу книгу під новим прізвищем: збори коротких історій під назвою Kamisama (Божество), надруковану у 1994 році.
Її новела Sensei no kaban (Портфель учителя) — історія кохання між жінкою середніх років і чоловіком років сімдесяти — отримала премію імені Дзюн'їтіро Танідзакі у 2001 році і стала бестселером.

## Нагороди
- 1996 рік — Премія імені Рюноске Акутагави за «Хебі-о Фуму»
- 2000 рік — Літературна премія Іто Сей за «Обореру»
- 2000 рік — Премія «Woman Writer» за «Обореру»
- 2001 рік — Премія імені Дзюн'їтіро Танідзакі за «Сенсей но кабан»
- 2007 рік — відзначена Міністерством Освіти за новелу «Манадзуру»
- 2012 рік — Азійська літературна премія The Man[en], номінована в короткий список за «The briefcase» («Сенсей но кабан»)
- 2014 рік — Премія «Індепендент» за перекладну прозу, номінована в короткий список за «Strange weather in Tokyo», (переклад з японської Аллісон Маркін Пауелл).